# Międzyrzec Podlaski
Międzyrzec Podlaski [mjendzyžec podlaski] (latinsky Meserici, česky Podleské Meziříčí) je polské město v Lublinském vojvodství, v okrese Biała Podlaska (powiat bialski). Nachází se na řece Krzna. Město bylo založeno v roce 1174. Počet obyvatel v roce 2008 byl 17 104 .